# President van Indonesië
De president van Indonesië is het staatshoofd en regeringsleider van de Republiek Indonesië. De president heeft de leiding over de uitvoerende macht van de Indonesische overheid. 
De president is ook de opperbevelhebber van het Indonesisch Nationaal Leger en de Indonesische Nationale Politie. 
De huidige president is Prabowo Subianto. Hij is sinds 20 oktober 2024 president.